# Twywell
Twywell – wieś w Anglii, w hrabstwie Northamptonshire, w dystrykcie (unitary authority) North Northamptonshire. Leży 27 km na północny wschód od miasta Northampton i 104 km na północ od Londynu. Miejscowość liczy 179 mieszkańców.